# Gilles Prado
Gilles Prado, né le 30 mars 1947 au Havre, est un universitaire français, président de l'université de Haute-Alsace de 1992 à 1997, président de la Confédération européenne des universités du Rhin supérieur en 2005, puis premier président de l'université de Bretagne-Sud de 2000 à 2005.

## Formation universitaire
Gilles Prado est titulaire d'un diplôme d'ingénieur de l'École nationale supérieure de chimie de Mulhouse en 1969, d'un DEA de physique-chimie en 1970, puis d'un doctorat ès sciences physiques en 1972. Il devient post-doctorant puis professeur invité au Massachusetts Institute of Technology pendant 4 ans.

## Carrière comme enseignant chercheur
Il est recruté par le CNRS comme attaché de recherche de 1973 à 1974 puis comme chargé de recherche de 1976 à 1978. Il retourne ensuite au MIT pour 2 ans comme chercheur.
Pendant près de 20 ans il est professeur à l'université de Haute-Alsace de 1981 à 1999. En 1981, il crée dans le cadre de l'École nationale supérieure de chimie de Mulhouse le laboratoire Énergétique et Combustion.
À partir d'octobre 1999 il exerce à l'université de Bretagne-Sud et prend la direction du laboratoire LET2E (Laboratoire d'études thermiques, énergétiques et environnement).

## Fonctions administratives
Gilles Prado exerce la présidence de l'université de Haute-Alsace de 1992 à 1997 après avoir exercé la fonction de vice-président de cette université de février 1986 à juin 1987. En 1995 il est élu président de la Confédération européenne des universités du Rhin supérieur pour un mandat d'un an et siège en tant que membre associé de 1992 à 1998 au Conseil national des universités, 62e section.
En janvier 1998, l'administrateur provisoire de l'université de Bretagne-Sud, le charge du dossier d'habilitation d'un département Génie chimique, Génie des procédés, option Bio-procédés. Cofondateur de l'université, il en devient le premier président de 2000 à 2005 et participe à la création du Réseau des universités de l'Ouest Atlantique, socle du PRES Université européenne de Bretagne.
En janvier 2006, Gilles de Robien, ministre de l'Éducation nationale, le nomme recteur de l'académie de Corse pour un mandat de deux ans.

## Décorations
- Officier de l'ordre des Palmes académiques (1995)
- Chevalier de la Légion d'honneur (2005)